# 환도상어
환도상어(영어: pelagic thresher, 학명: Alopias pelagicus 알로피아스 펠라기쿠스[*])는 악상어목 환도상어과에 속하는 환도상어의 일종이다. 인도양과 태평양의 따뜻한 바다의 표충에 널리 분포하며, 주로 원양 쪽에서 발견되기에 원양환도상어라고도 하지만 가끔씩은 연안에서 발견되기도 한다. 환도상어과 악상어 중에서 가장 작다. 같은 환도상어속에 속하는 흰배환도상어와 아주 많이 닮아서 혼동을 일으키기도 한다. 식란형(食卵型)으로 불리는 난태생이다. 2마리 미만의 새끼를 낳는다. 어획 압력에 대해 매우 약하며, 개체 수가 감소하고 있다. 사람에게는 해를 끼치지 않는다. 긴꼬리로 먹잇감을 처 기절시킨후 잡아 먹는다.

## 분포
태평양와 인도양의 열대 해역에서 많이 서식한다. 지중해도 분포 지역에 포함된다. 상세한 분포 지역에 관해서는 흰배환도상어와 혼동될 가능성이 있으며, 새로운 정보가 필요하다. 주로 해양에서 서식하지만, 연안에도 나타난다. 생식하는 수심대는 0~152m이다..